# Jang Yeong-sil

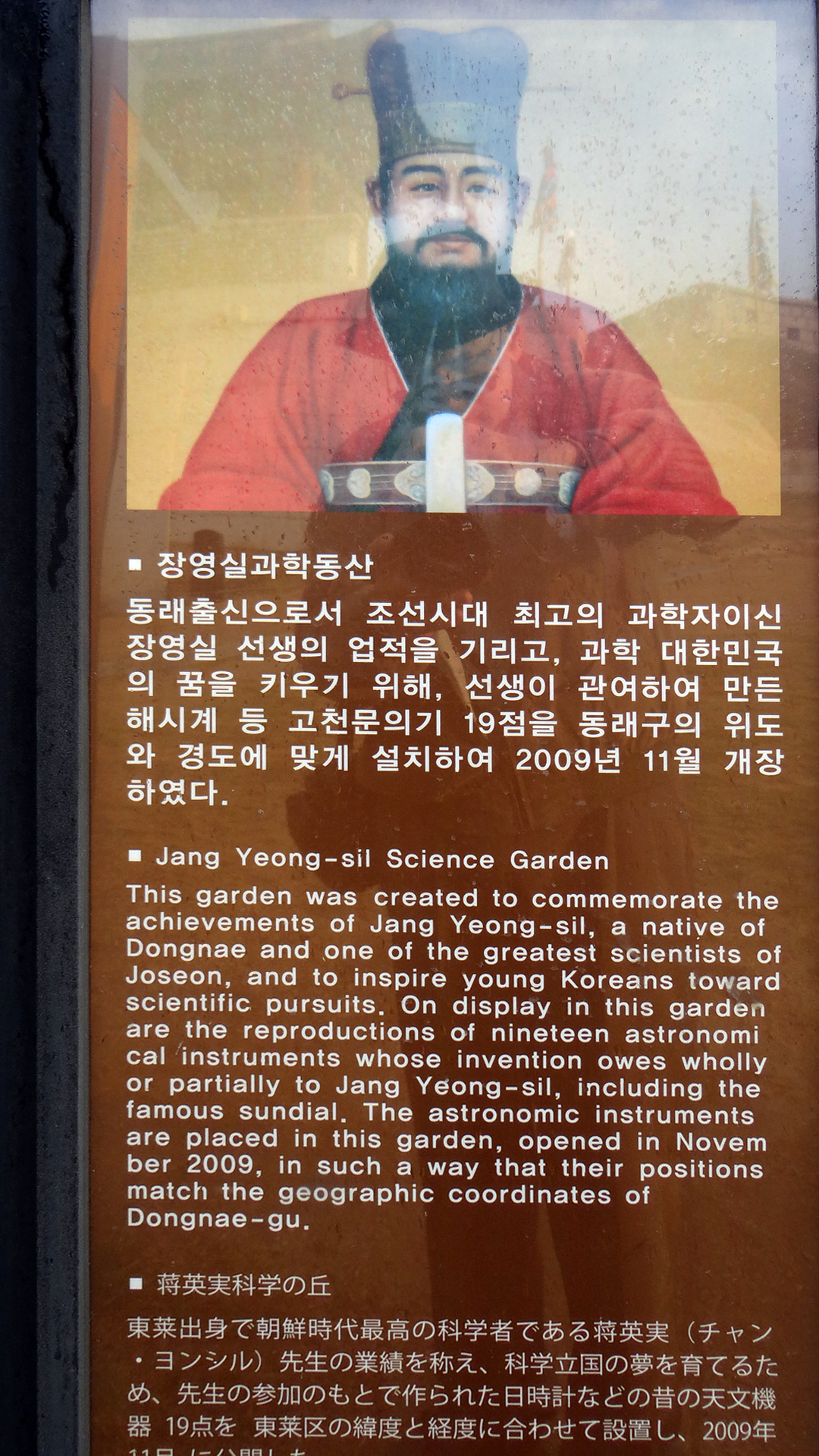
Infotafel im Wissenschaftsgarten in Busan, der zu Ehren von Jang Yeong-sil angelegt wurde

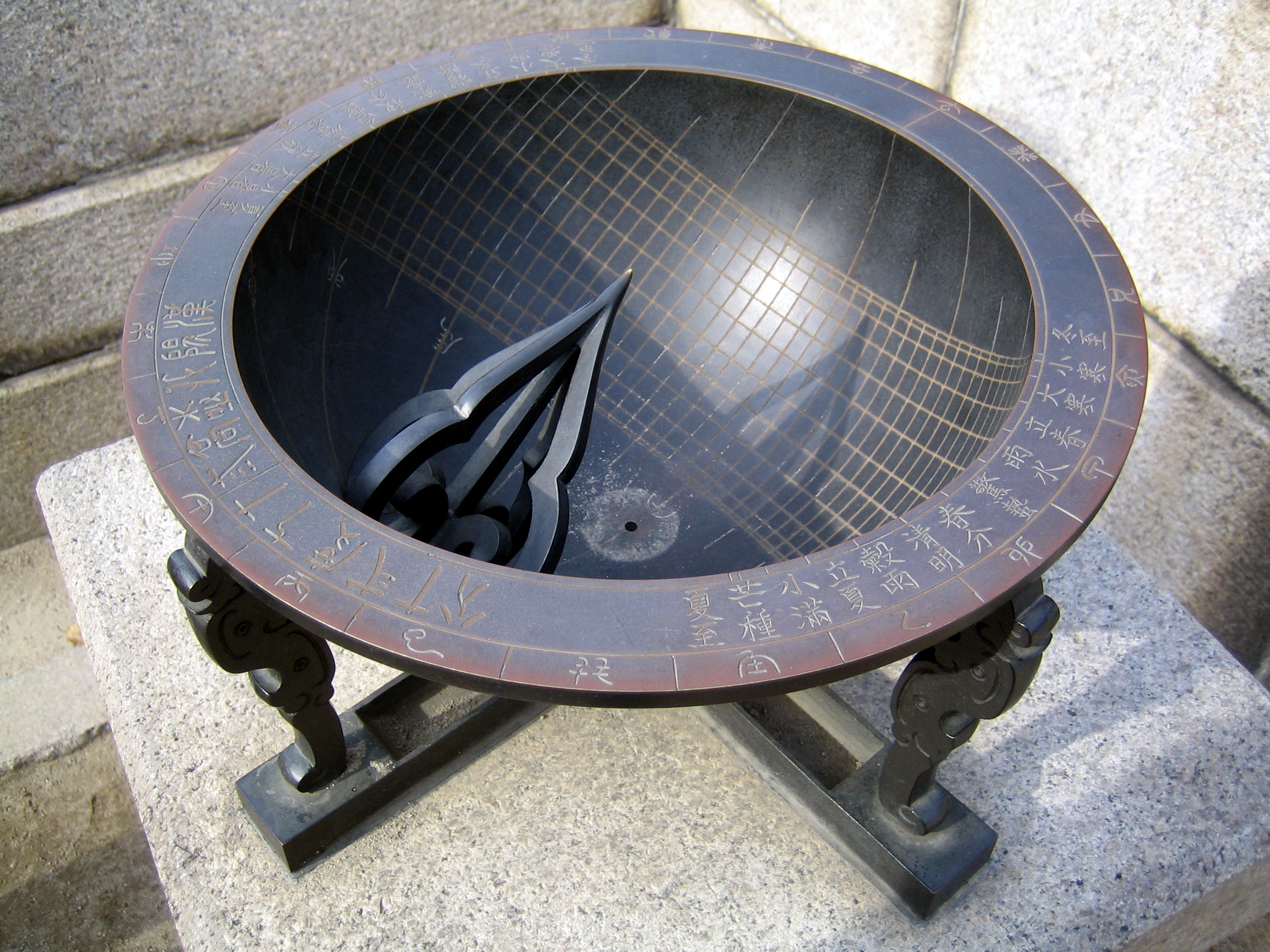
Sonnenuhr von Jang Yeong-sil entwickelt

Jang Yeong-sil (koreanisch 장영실; 蔣英實; * um 1380 in Gaeseong, Goryeo; † nach 1442 im Korea der Joseon-Dynastie) war ein Erfinder und Chef-Ingenieur während der Regentschaft von König Sejong (1432–1438) zu Beginn der Joseon-Dynastie (조선 왕조) (1392–1897) in Korea. Er entwickelte unter anderem fünf verschiedene astronomische Instrumente und zehn verschiedene Zeitmesser.

## Leben
Jang Yeong-sil wurde um 1380 als Sohn von Jang Seong-hwi (장성휘), einem Minister der Regierung zum Ende der Goryeo-Dynastie (고려 왕조), in Gaeseong geboren. Seine Vorfahren kamen aus der Gegend um Suzhou und Hangzhou zu Zeiten der Yuan-Dynastie (chinesisch 元朝, Pinyin Yuáncháo, W.-G. Yüan Ch'ao). Als 1392 die Herrschaft der Goryeo-Dynastie zusammenbrach und König Taejo (태조) die Joseon-Dynastie gründete, wurde Jangs Vater exekutiert, weil er sich weiterhin dem alten System loyal verpflichtet fühlte und sich dem neuen König widersetzte. Infolgedessen wurde die Familie in ihrem sozialen Status herabgestuft, seine Mutter als Gisaeng (기생) in den Landkreis Dongnae-gu (동래구) in der Provinz Gyeongsang-do (경상도) geschickt, wo sie ihren Dienst verrichten und Jang mit seinen Geschwistern als Sklaven der Regierung dienen mussten. Es kann angenommen werden, dass Jang konfuzianisch erzogen und gebildet wurde. Er arbeitete folglich als Handwerker, wobei die Art seines Handwerks nicht bekannt ist. Doch als Hauptsitz der Marine, das Dongnae im Südosten der koreanischen Halbinsel seinerzeit war, waren Fertigkeiten im Schiffsbau und Waffenherstellung besonders gefragt.
Jang zeigte sich in seinen Tätigkeiten ausgesprochen talentiert, sodass der Magistrat des Landkreises ihn dem Hofe von König Taejong (태종) empfahl. Nachdem König Sejong (세종) den Thron bestieg, wurde Jang von seinem niedrigen sozialen Status befreit und 1423 zum Leiter des Büros für die königliche Kleidung berufen. Ein Jahr später reiste er nach Yanjing (燕京) (heutiges Peking), um sich von zwei Hofastronomen in Astronomie ausbilden zu lassen. Zurück am Hofe entwickelte er eine, gegenüber der bereits 1398 installierten Nachtwache-Klepsydra (Wasseruhr) verbesserte Version der Uhr und wurde anschließend in das königliche Militärhauptquartier beordert. 1432 entwickelte er in einem Projekt des königlichen Observatoriums mehrere astronomische Instrumente und eine Wasseruhr, die ohne weiteres menschliches Zutun, vollautomatisiert mittels Glockenschlägen die Zeit ansagen konnte. Im neunten Monat des Jahres 1433 erneuerte er die Wasseruhr des Palastes, Jagyeokgungnu (자격궁루) genannt und wurde, nachdem König Sejong die Vorteile gegenüber der Vorgängerversion erkannte, in die königliche Garde berufen und mit Entwicklungsaufgaben am Hofe betraut.
1437 lernte Jang neue Techniken der Metallverarbeitung und -bearbeitung von einem chinesischen Metallurgen und entwickelte eine neue Wasseruhr mit „himmlischen Klängen“ für den Palast. Die Ongnu (옥루) (Jade-Klepsydra), auch Heumgyeonggangnu (欽敬閣漏/흠경각루) genannt, wurde im ersten Monat des Jahres 1438 im ehrerbietigen Verehrung Pavillon im Palast aufgestellt. Im selben Jahr wurde Jang zum Aufseher der Kupfer- und Eisengewinnung im Land befördert.
Als Jang im Jahr 1442 mit der Konstruktion einer neuen königlichen Sänfte beauftragt wurde und diese bei einer königlichen Prozession zu Bruch ging, verlor er seine Position und wurde ins Gefängnis gesperrt. Sein weiteres Leben fand in den Aufzeichnungen am Hofe keinen Widerhall mehr und so sind über sein Leben nach 1442 und über Ort, Zeit und Umstände seines Todes keine Aufzeichnungen vorhanden.

## Ehrungen
- Seit den 1960er-Jahren wurden verschiedene Studien in England und Korea zur Rekonstruktion von Jangs Wasseruhr erstellt. 2004 übernahm die Konkuk-Universität in Korea den Auftrag einer Rekonstruktion. Diese wurde in den Ausmaßen 6 m breit, 2 m tief und 5,7 m hoch im Jahr 2007 fertiggestellt und verrichtet seit November 2007 im National Palace Museum of Korea ihren täglichen Dienst.[7]
- Da Jang Yeong-sil als Erfinder oder Mitwirkender von 19 astronomischen Instrumenten angesehen wird, wurde am 4. November 2009 der Wissenschaftsgarten Jang Yeong-sil in Busan eröffnet, um an seine Errungenschaften zu erinnern.
- Ein Asteroid wurde 2004 nach ihm benannt: (68719) Jangyeongsil.

## Belege
1. ↑  
Nam: Inventor of the Striking Clepsydra ... 2012, S. 83.
2. 1 2  
Nam: Inventor of the Striking Clepsydra ... 2012, S. 87.
3. ↑  
Nam: Jang Yeong-sil (Unknown). 2014, S. 88.
4. 1 2 3  
Nam: Inventor of the Striking Clepsydra ... 2012, S. 88.
5. ↑  
Kim, Lee, Lee: A Study on the Operation Mechanism of Ongnu, ... 2011, S. 89.
6. ↑  
Kim, Lee, Lee: A Study on the Operation Mechanism of Ongnu, ... 2011, S. 79.
7. ↑  
Nam: Inventor of the Striking Clepsydra ... 2012, S. 91.

| Personendaten    | Personendaten                                                                      |
| ---------------- | ---------------------------------------------------------------------------------- |
| NAME             | Jang, Yeong-sil                                                                    |
| ALTERNATIVNAMEN  | 장영실 (Hangeul); 蔣英實 (Hanja)                                                   |
| KURZBESCHREIBUNG | koreanischer Erfinder und Chef-Ingenieur während der Regentschaft von König Sejong |
| GEBURTSDATUM     | um 1380                                                                            |
| GEBURTSORT       | Gaeseong, Goryeo                                                                   |
| STERBEDATUM      | nach 1442                                                                          |
| STERBEORT        | Joseon                                                                             |